# 宮舘涼太のロイヤルサロン
宮舘涼太のロイヤルサロン（みやだてりょうたのロイヤルサロン）はTBSラジオで2025年4月6日から放送開始のラジオのトーク番組。

## 概要
この番組は、2025年1月2日に新春スペシャル番組として放送され、この4月から早くもレギュラー番組として放送を始めるもの。
これは、Snow Manの宮舘涼太がロイヤルのさらなる高みを目指すトーク番組で、Snow Manとしての活動報告や、宮舘に対する悩み相談や質問をリスナーから募り、それを紹介するコーナーを設ける。

## 放送時間
- 毎週日曜日 18時-18時30分

## パーソナリティ
- 宮舘涼太（Snow Man）